# Josef Fojtík
Josef Fojtík (9. srpna 1890 Žďáry u Rakovníka – 5. května 1966 Praha) byl český sochař a výtvarný pedagog.

## Životopis
Pocházel z hornické rodiny. Vyučil se kameníkem a zde se plně nadchl pro sochařství. Studoval na střední sochařsko-kamenické škole v Hořicích. V roce 1913 vstoupil na Uměleckoprůmyslovou školu v Praze, kde studoval v ateliéru profesora Bohumila Kafky. Na této škole potom zůstal jako Kafkův asistent a působil tam jako pedagog až do roku 1945. Byl členem Jednoty umělců výtvarných v Praze. Za své monumentální plastiky obdržel v roce 1925 Zlatou medaili na Mezinárodní výstavě dekorativního umění v Paříži.
V obci Juliovka, která je částí Krompachu na Českolipsku, měl dům č. p. 21 a obci dlouhá léta pomáhal. Vytvořil a obci daroval v roce 1948 pomník T. G. Masaryka, řadu dalších děl pak v letech 1963 až 1966. Některá jsou zachována dodnes.

## Dílo
výběr
- počátkem 20. let: Horník – monumentální soubor plastik, dnes v Lidovém domě v Praze
- 1928: pomník padlým ve světové válce a pomník (busta) T. G. Masaryka v Benátkách nad Jizerou
- 1932: socha Karla Havlíčka Borovského – pomník v Duchcově
- 1930: Socha T. G. Masaryka – instalována v rakovnickém parku, v roce 1953 stržena (socha T. G. Masaryka stojící na onom místě dnes je dílem Miroslava Pangráce)
- 1935: Socha T. G. Masaryka – instalována ve Starém Mostě, obnovena v roce 2014
- 1936: Socha Antonína Švehly v Dražicích
- pomník Bedřicha Smetany, portrét Zikmunda Wintera (Okresní muzeum Rakovník), pomník padlým a umučeným v Mostě, portrétní busty, výzdoba pražské Podolské vodárny.

## Galerie

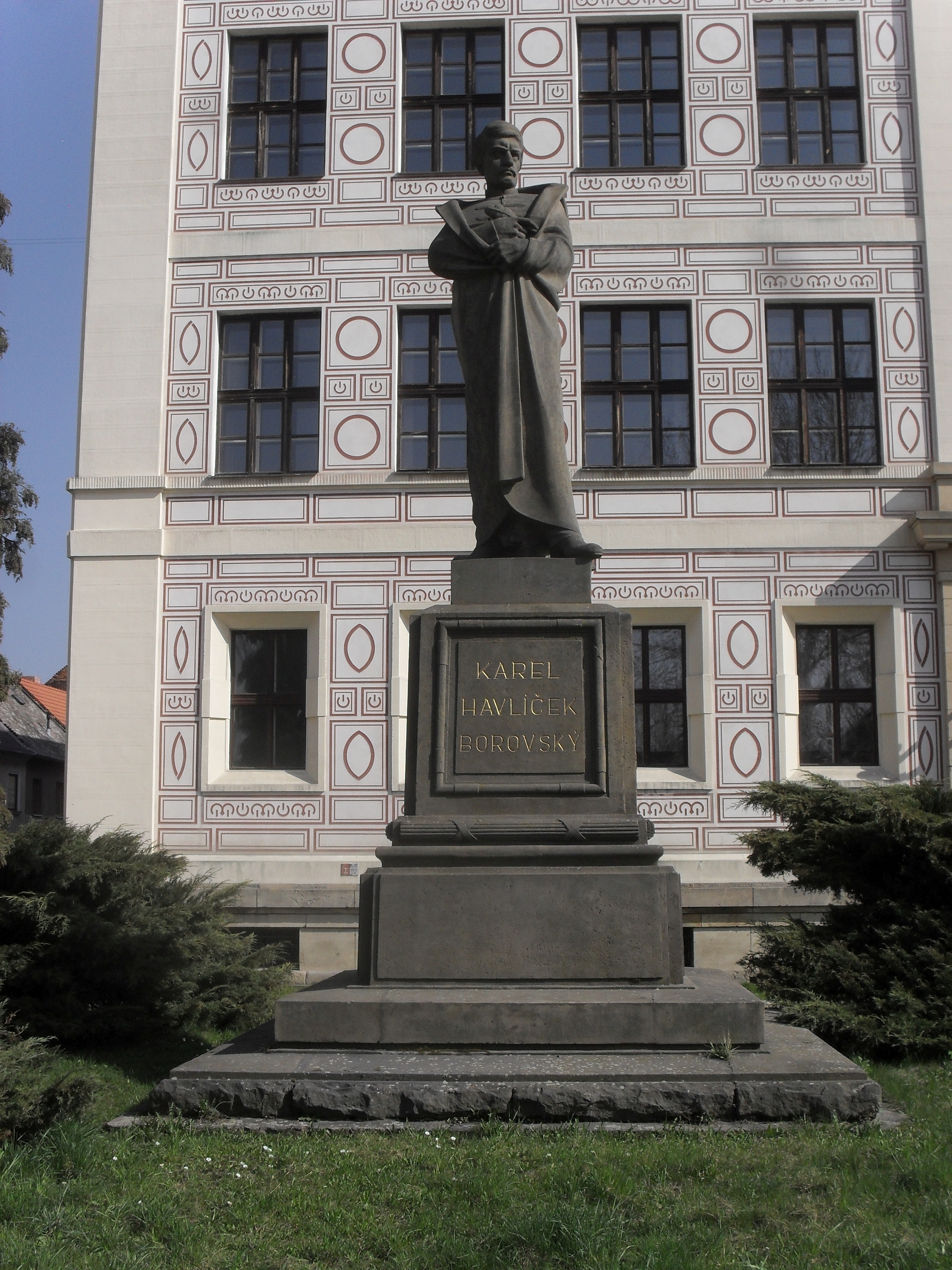
Socha Karla Havlíčka Borovského, Duchcovské gymnázium
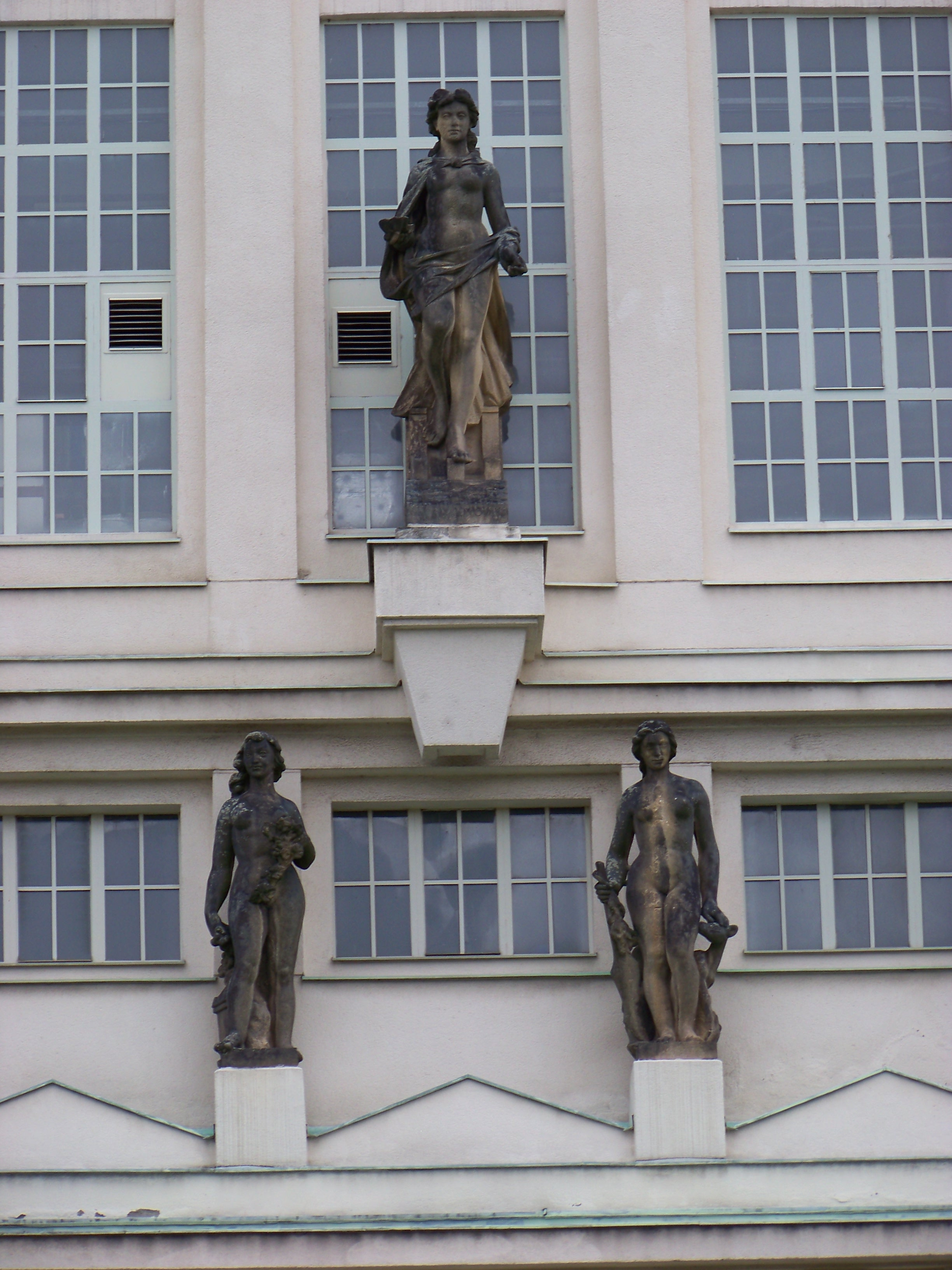
Sochy řek. Nahoře Vltava od Ladislava Nováka, vlevo Berounka od Josefa Fojtíka, vpravo Sázava od Zdeňka Vodičky - Praha-Podolí. Podolská vodárna
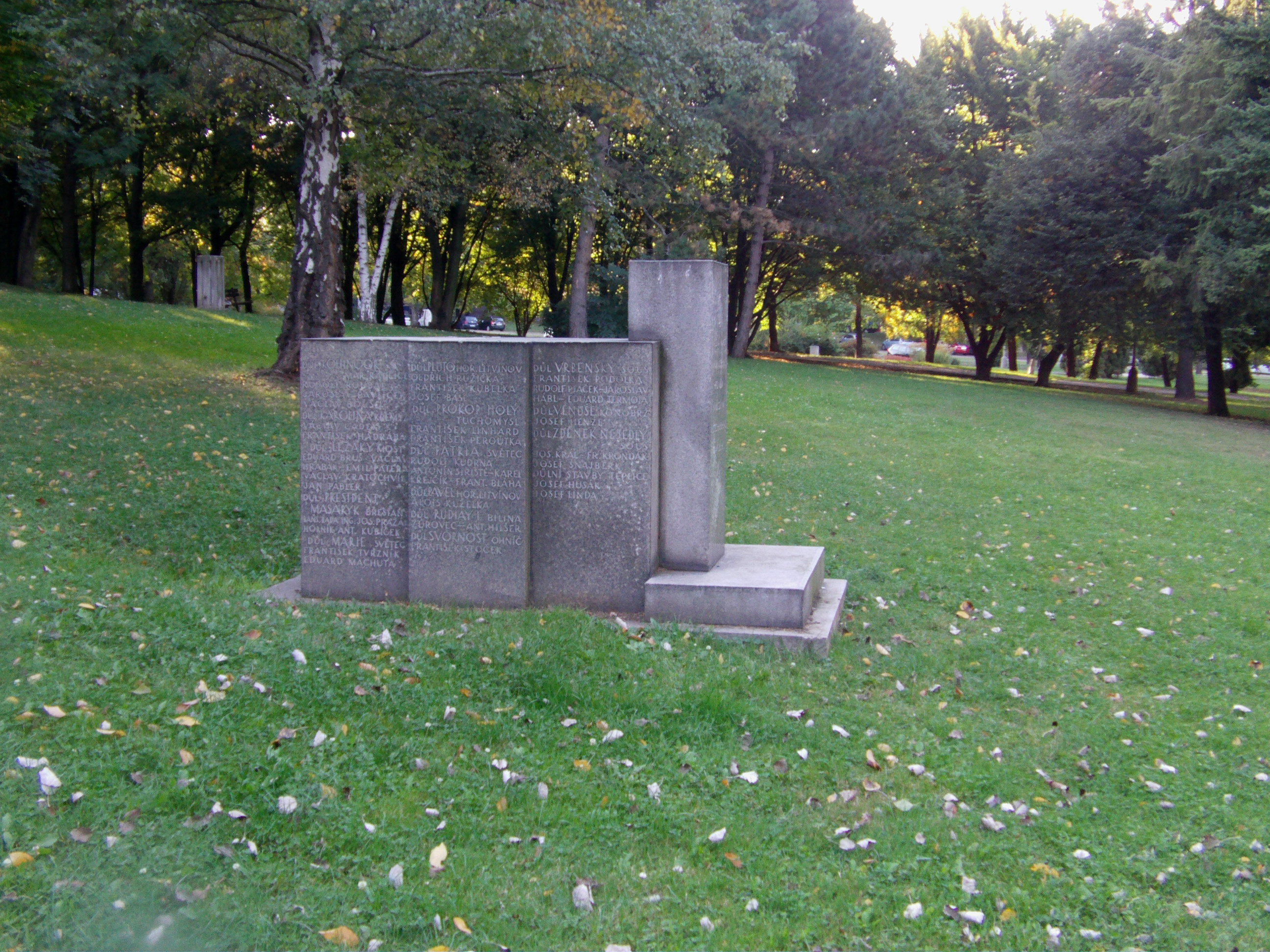
Památník v Mostě horníkům padlým 1938-1945 od Josefa Fojtíka, park severně od budovy SHD KOMES, Most
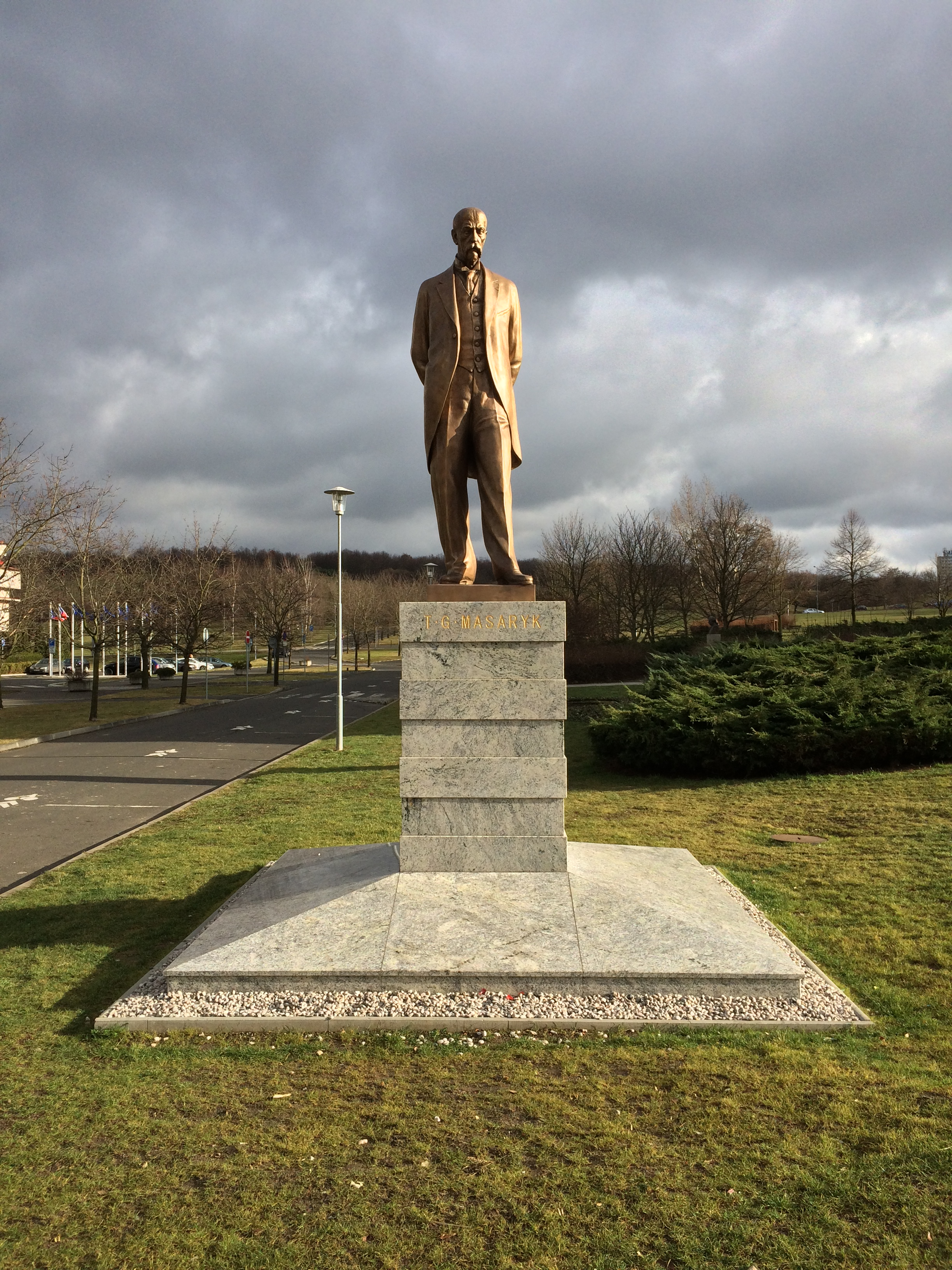
Pomník Tomáše Garrigue Masaryka v Mostě,. autor Josef Fojtík